# Megalochelys
 (avril 2022).
La mise en forme du texte ne suit pas les recommandations de Wikipédia : il faut le « wikifier ».
Les points d'amélioration suivants sont les cas les plus fréquents. Le détail des points à revoir est peut-être précisé sur la page de discussion.
- Les titres sont pré-formatés par le logiciel. Ils ne sont ni en capitales, ni en gras.
- Le texte ne doit pas être écrit en capitales (les noms de famille non plus), ni en gras, ni en italique, ni en « petit »…
- Le gras n'est utilisé que pour surligner le titre de l'article dans l'introduction, une seule fois.
- L'italique est rarement utilisé : mots en langue étrangère, titres d'œuvres, noms de bateaux, etc.
- Les citations ne sont pas en italique mais en corps de texte normal. Elles sont entourées par des guillemets français : « et ».
- Les listes à puces sont à éviter, des paragraphes rédigés étant largement préférés. Les tableaux sont à réserver à la présentation de données structurées (résultats, etc.).
- Les appels de note de bas de page (petits chiffres en exposant, introduits par l'outil «  Source ») sont à placer entre la fin de phrase et le point final[comme ça].
- Les liens internes (vers d'autres articles de Wikipédia) sont à choisir avec parcimonie. Créez des liens vers des articles approfondissant le sujet. Les termes génériques sans rapport avec le sujet sont à éviter, ainsi que les répétitions de liens vers un même terme.
- Les liens externes sont à placer uniquement dans une section « Liens externes », à la fin de l'article. Ces liens sont à choisir avec parcimonie suivant les règles définies. Si un lien sert de source à l'article, son insertion dans le texte est à faire par les notes de bas de page.
- La présentation des références doit suivre les conventions bibliographiques. Il est recommandé d'utiliser les modèles {{Ouvrage}}, {{Chapitre}}, {{Article}}, {{Lien web}} et/ou {{Bibliographie}}. Le mode d'édition visuel peut mettre en forme automatiquement les références.
- Insérer une infobox (cadre d'informations à droite) n'est pas obligatoire pour parachever la mise en page.

Pour une aide détaillée, merci de consulter Aide:Wikification.
Si vous pensez que ces points ont été résolus, vous pouvez retirer ce bandeau et améliorer la mise en forme d'un autre article.
Genre
Synonymes
- Colossochelys Falconer & Cautley, 1844[1],[3]

Megalochelys (« grande tortue ») est un genre éteint de tortues cryptodiranes qui ont vécu du Miocène au Pléistocène. Elles sont connues pour leur taille, l'une des plus grandes parmi toutes les tortues terrestres connues, avec une longueur de carapace maximale de plus de deux mètres chez M. atlas. Pendant les périodes glaciaires, leur aire de répartition s'étendait de l'Ouest de l'Inde et du Pakistan à l'Est jusqu'aux îles Sulawesi et Timor en Indonésie, bien que les spécimens insulaires représentent probablement des espèces distinctes ; vers l'Ouest il est possible que l'espèce a été présente en Asie occidentale et au Sud-Est de l'Europe.

## Description
L'espèce Megalochelys atlas est la plus grande tortue terrestre connue, avec une longueur de carapace supérieure à 2 mètres, une longueur totale estimée à 2,7 mètres et une hauteur totale approximative de 1,8 mètre. Les estimations de poids populaires pour ce taxon ont considérablement varié, les estimations les plus élevées atteignant jusqu'à quatre tonnes dans certains cas. Cependant, les poids basés sur le déplacement volumétrique du squelette, ou des inférences basées sur des dessins squelettiques bidimensionnels, indiquent que Megalochelys atlas avait probablement une masse plus proche de une à deux tonnes ce qui en fait la plus grande tortue terrestre connue. Les seules plus grandes tortues étaient les tortues marines Archelon et Protostega du Crétacé, et la Stupendemys d'eau douce du Miocène supérieur d'Amérique du Sud. Une tortue tout aussi grande, Titanochelon, est connue du Miocène au Pléistocène d'Europe, qui avait une longueur de carapace allant jusqu'à 2 m.
Comme pour la tortue moderne des Galápagos, le poids de M. atlas était soutenu par quatre pattes éléphantesques. À l'instar d'autres tortues terrestres, on pense qu'elle était herbivore.

## Taxonomie
Megalochelys est le nom original et valide du genre appelé Colossochelys. Il contient trois espèces nommées avec plusieurs taxons sans nom.
- Megalochelys atlas Falconer et Cautley, 1844[1],[3] Miocène tardif au Pléistocène précoce, Inde (collines de Sivalik), Birmanie et Thaïlande
- Megalochelys cautleyi Lydekker, 1889[1],[9]: Pliocène supérieur au Pléistocène précoce, en Inde (collines de Sivalik) probable nomen dubium[4].
- Megalochelys margae[1] Pléistocène inférieur, Sulawesi, Indonésie
- Megalochelys sondaariKarl et Staesche, 2007[1],[10], Pléistocène inférieur (jusqu'à 1,7 ma) Luzon, Philippines
- Megalochelys sp. Pléistocène moyen-tardif (environ 0,8-0,12 Mya) Timor, Indonésie[4]
- Megalochelys sp. Début du Pléistocène (jusqu'à 1,2 Mya) Java, Indonésie[4]
- Megalochelys sp. Pléistocène précoce (jusqu'à 0,9 Mya) Florès, Indonésie[4]

L'analyse cladistique a suggéré que le parent vivant le plus proche de Megalochelys est Centrochelys (la Tortue sillonnée africaine), les deux étant également étroitement liés à Geochelone (les tortues étoilées).

## Extinction
Homo erectus est soupçonné d'avoir fortement contribué à la disparition de Megalochelys, en raison des extinctions échelonnées sur les îles coïncidant avec l'arrivée de H. erectus dans ces régions, ainsi que de preuves d'exploitation par H. erectus. Le genre était en grande partie éteint à la fin du Pléistocène inférieur, mais a persisté au Timor jusqu'au Pléistocène moyen.